# Sofia Assefa
Sofia Assefa Abebe  (amharsko ሶፍአ አሠፋ), etiopska atletinja, * 14. november 1987, Tenta, Etiopija.
Nastopila je na poletnih olimpijskih igrah v letih 2008, 2012 in 2016, leta 2012 je osvojila srebrno medaljo v teku na 3000 m z zaprekami, leta 2016 pa peto mesto. Na svetovnih prvenstvih je v isti disciplini osvojila bronasto medaljo leta 2013.